# Along (Arunachal Pradesh)
Along est une ville indienne située dans le district du Siang occidental dans l’État de l'Arunachal Pradesh. En 2011, sa population était de 20 680 habitants.

## Source de la traduction
- (en) Cet article est partiellement ou en totalité issu de l’article de Wikipédia en anglais intitulé « Along, Arunachal Pradesh » (voir la liste des auteurs).